# 境勝太郎
境 勝太郎（さかい かつたろう、1920年3月6日 - 2009年4月12日）は、北海道岩内郡小沢村（現・共和町）出身の元騎手・元調教師、元評論家。
元調教師境征勝は長男、調教助手の小島良太、小島勝三、元騎手の小島太一は孫。

## 経歴

### 生い立ち - 騎手時代
北海道岩内郡小沢村（共和町）に鉄道員の三男として生まれ、小学生の頃から近隣の牧場で牛追いを手伝い、隣町の倶知安競馬場で見た競走馬の姿にも魅せられ騎手を志した。1935年に札幌競馬倶楽部・清水茂次厩舎に入門し、全国の競馬倶楽部が統一されて日本競馬会が発足した1936年に騎手免許を取得し、同年7月7日に札幌で初騎乗、1937年4月の小倉・ホンラクで初勝利を挙げた。清水は弟子に積極的に機会を与える調教師であり、境も当時の新人騎手としては騎乗馬に恵まれながら過ごした。一方で騎乗内容には非常に厳しい面もあり、勝ったにもかかわらず殴られることがあったという。1940年には牝馬のニパトアで特殊競走の札幌農林省賞典四歳呼馬に勝利するが、ニパトアは1942年秋に帝室御賞典を制すも、このとき清水が間違えて弟弟子の新屋幸吉を騎乗させ、非常な不満を抱いた境は、酒に酔った勢いで包丁を手に清水の自宅に押しかけようとしたという。1944年にはクリヤマトで農商務省賞典を制し、クラシック競走初制覇を果たした。同年結婚したが、太平洋戦争の最中であり、直後に徴兵を受ける。激戦地であるガダルカナル島への要員であったが、入隊前日に同島の日本軍が壊滅し（ガダルカナル島の戦い）、戦地行きを免れる。3カ月後に改めて旭川連隊区に配属され無線係を務めたが、その4ヶ月後に終戦を迎えた。なお、山口進著『名馬名騎手名勝負』では、徴兵歴について1943年に応召のあといったん帰還し、1944年9月より再応召とされている。

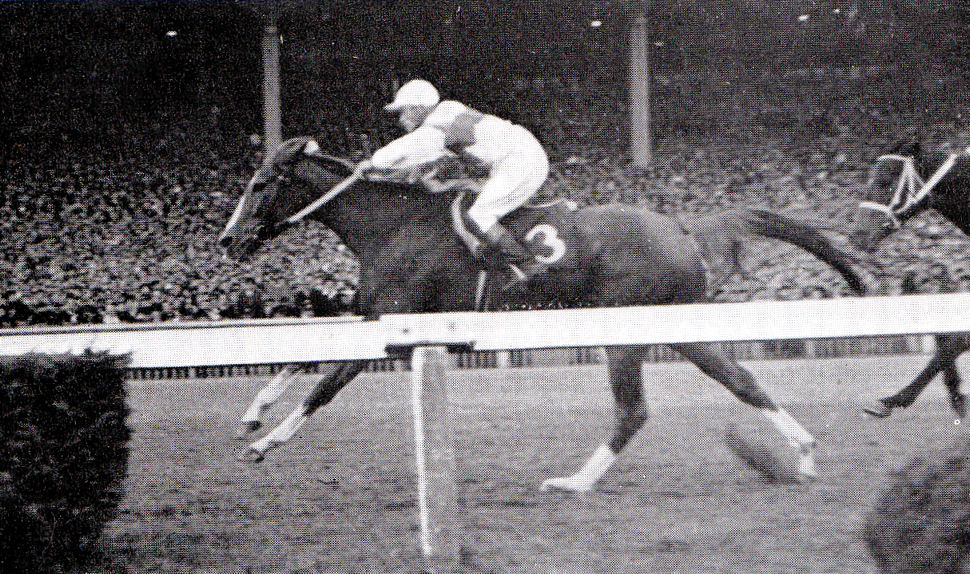
クインナルビーを駆る境（1953年天皇賞・秋）

戦後は騎手として復帰し、条件のいい厩舎を転々としながら騎手生活を続けた。1950年にはトサミツルで桜花賞を制してクラシック2勝目を挙げるが、同馬は当時所属していた星川泉士厩舎で境が厩務員も兼ねた「持ち乗り」であった。同馬は桜花賞を前に強い調教をかけられて飼料を食べなくなってしまったが、境の手からは僅かずつ食べることを見て取り、夜通し食べさせ続けたといい、騎手時代の一番の思い出としてこの桜花賞を挙げている。また、1953年にはクインナルビーで牝馬として史上4頭目の天皇賞（秋）制覇を果たした。走破タイム3分23秒0は当時のレコードタイムであり、境は同馬について「体のやわらかさが非凡で、終いの非常に切れる馬だった。よく乗り役が、『ベンツとトラックの違い』というのだが、体がやわらかく、乗り味のいい馬は大変走るものだ。クインナルビーはまさにベンツの乗り味だった。先行タイプの騎手だった僕も、この馬に乗るときだけは後方待機の直線強襲と決めていた」述懐している。1957年には腎臓を患い1年の入院を経験し、復帰した1958年に中山・久保田金造厩舎からダービー馬のダイゴホマレの騎乗を頼まれ、以後拠点を関東に移す。1963年にはスワンステークスでシモフサホマレに騎乗してリユウフオーレルを破るが、現役最後の重賞勝利となった。1964年7月25日の函館第5競走4歳以上40万下・クインフオーラで史上13人目の通算500勝を達成し、11月8日には第5回アジア競馬会議マニラ大会の一環で当地に遠征し、国際騎手招待競走で優勝。レースが行われたサンタ・アナ・パーク競馬場は一日の競走数は14競走と多く、午前9時頃から午後4時頃まで行なわれていた。コースは左回りのダートコースであったが、ホームストレッチ以外は、内ラチに近い所に蹄跡で凹んだ道が出来ていて、そこに水が溜まっているという酷いコースであった。レースはほとんどが短距離戦で、逃げ馬か、先行馬がほとんど勝っていた。境は代表団の北原義孝に「レースが逃げ馬ばかりが勝って面白くないね！北原さん、俺は追い込んで勝つから、見ていてくださいよ！」と言い、北原が「それなら格好いいけど、大丈夫かな？」と返すと、境からは「大丈夫よ！まー見ていてよ！」と返ってきた。現地騎手の鐙は長めで、騎乗姿勢も高く、いわゆるモンキースタイルではなかった。騎手の検量は天秤式で、分銅の反対側には騎手の座る椅子があり、騎手が椅子に座って足を地面から離し、分銅と水平の状態になると、検量委員が、OKと叫んで終了するというものであった。国際騎手招待競走のスタート地点は、ホームストレッチの4コーナー寄りで他のレースよりは2ハロンくらい距離が長かった。境は中団よりやや後ろから少しずつ前に行き、ホームストレッチではインを突き、逃げる馬に迫って行った。スタンドは歓声と悲鳴に包まれ、境の乗った馬はゴールの10mくらいの所で前の馬を捉え、1馬身差くらいでゴールに跳び込む。後検量を終えて泥だらけの境を調教師が抱きかかえてなかなか離さず、馬に乗る前に境が北原に囁いたように、鐙の穴をひとつだけ上げて短くし、馬を追う姿勢を低くして誰よりも格好良く、逃げ馬をきっちりとゴール前で交わして勝った。スタンドは興奮のるつぼと化し、現地の観客が「ブラボー、サカイ!ジャパン、ジャパン」と拳を振り上げて叫ぶと、それに応えて境は手を振りながら、「サンキュー、サンキュー」とスタンドの前を歩き続けた。フィリピンの競馬ファンが大声で、また「サカイ、サカイ」と叫んで応えた。1965年は菊花賞でキヨカミに騎乗してダイコーター・キーストンの3着に入り、最終騎乗となった12月25日の中山第10競走アラブステークス・グランドフオンテンで見事に勝利し、有終の美を飾った。同年引退。
騎手通算成績は3070戦540勝。うち八大競走3勝を含む重賞8勝。

### 調教師時代
引退後は1966年に調教師免許を取得し、中山競馬場白井分場で厩舎を開業。白井分場は僻地であった上に馬場が小さく路面も劣悪で、当時主流であった長距離を走らせる調教が出来なかった。境は苦肉の策として5ハロン（1000m）程度の距離で済ませる調教を試みたが、思いのほかに成績を挙げることができたことから、1978年に厩舎が美浦トレーニングセンターに移ってからも同様の方針を取り続けた。短い距離で済ませる調教は時代が下ってから主流になるもので、境は馬場の狭さからいち早くこれを取り入れることが出来た。1973年にキョウエイグリーンがスプリンターズステークスを制し、調教師としての重賞初勝利を挙げる。当時は「キョウエイ」や「インター」の冠名を用いた大馬主・松岡正雄が厩舎を支え、1979年には松岡、芦部照仁、西川幸男の共同所有馬スリージャイアンツが天皇賞（秋）を制し、八大競走制覇も果たした。またこれに先立ち、開業当初からの付き合いであった馬主の角隆の繋がりで、さくらコマースの全演植会長と知り合い、その所有馬を任せられるようになる。以後「サクラ」の馬で毎年のように重賞を制し、1986年にはサクラユタカオーで天皇賞（秋）に優勝した。また、1988年には境、全と密な付き合いを続けていた谷岡牧場の生産馬サクラチヨノオーが日本ダービーに優勝し、境は開業23年目・競馬界入りして53年目にしてダービートレーナーの称号を得た。この競走の最後の直線でサクラチヨノオーはメジロアルダンと競り合い、いったん交わされたことから境は「2着でいい！2着！」と叫んだが、ゴール寸前で再び差し返しての勝利であった。勝利を知った境は、腰が抜けて立てなくなっていたという。同年12月にはチヨノオーの弟のサクラホクトオーが朝日杯3歳ステークスを制し、前年に勝っていたチヨノオーと兄弟での連覇を達成した。
1993年12月に全演植が死去するが、その9日後に行われたスプリンターズステークスではサクラユタカオーの子・サクラバクシンオーが優勝を果たした。以後馬主業は息子の全尚烈が引き継ぎ、サクラバクシンオーは1994年のスプリンターズステークスも連覇した。さらに1995年にはサクラチトセオー、サクラキャンドル兄妹がそれぞれ天皇賞（秋）とエリザベス女王杯に優勝。調教師生活最晩年の1996年には、境が自身が手がけた最強馬と評するサクラローレルが本格化を迎え、天皇賞（春）と年末のグランプリ競走・有馬記念に優勝して年度代表馬に選出された。有馬記念は境が「死ぬまでに何とかして一度有馬に勝ちたい」と念願していた競走であり、ラストチャンスでの勝利となった。同年境も東京競馬記者クラブ賞を受賞した。
1997年2月28日をもって定年により調教師を引退。調教師としての通算成績は5202戦656勝、うち重賞は八大競走・GI競走11勝を含む53勝であった。

### 引退後
引退後はスポーツニッポン評論家として活動し、紙上では「水戸黄門」をもじった「美浦黄門」の愛称で呼ばれ、自身の経験を交えた分かりやすい予想解説で人気を博した。1998年には皐月賞と桜花賞を連続的中させ、スポーツニッポンから感謝状を贈られている。また、騎手時代からの親しい付き合いで、同紙大阪本社と契約していた浅見国一とは「東西予想マッチ」という形で仕事を共にした。紙上での活動のみならず、全国各地のイベントにも足を運んだ。
2009年4月12日4時54分（JST）、合併症のため逝去。89歳没。

## エピソード
- 「（故障馬の）8割から9割は蹄鉄で壊す」という持論を持ち、装蹄師には「鉄は必ず僕の見ている前で、僕の言う通りに打ってくれ。馬を勝手に引っ張り出して打ったりしたら金は払わん」と言っていたという[20]。著書の中では「人間が合わない靴を履いていれば靴擦れを起こすように、馬はフィットしない蹄鉄を履かされてガラスの脚を傷める[21]」「種牡馬の質、育成のノウハウ、馬場の高速化などで、レースが速くなっている。馬の脚への負担も計り知れないわけである。紙一枚の削り方にもこだわって、少しでも負担を軽減してやらなければならない[21]」と述べている。サクラローレルは境の定年後に行ったフランス遠征で、屈腱不全断裂という重度の怪我を負い引退に追い込まれたが、境はこれも現地の装蹄師に原因があったとしており[22]、「（脚に）爆弾を抱えていたユタカオーがあそこまで走れたのも、鉄のおかげです。ローレルは鉄でだめになった」と述べている[20]。
- 調教師時代は、自身の管理馬の状態やレースに向けての意気込みで強気な発言を繰り返したことから「境ラッパ」と呼ばれた。発言に結果が伴わないこともしばしばであり、「境師の吹いた馬は消し（レースに勝たないという意）」とも言われていた。競馬評論家の大川慶次郎は「新聞記者には、調教師の言うことを100％信じている人が多いから、境厩舎の馬はいつも人気になって、ファンの期待を裏切ることが多い。とくにGIの前に新聞やラジオのコメントを聞くと、いつも『デビュー以来最高のデキです』としか言わないんですよ。境さんは本当にそう思ってるのかもしれないけど（笑）、そういうマスコミ泣かせの発言をするところが、僕は嫌いで」と述べている[23]。一方で、ライターの石田敏徳は「現場で取材していると境が口にする強気なコメントは、"こう喋れば記事を書きやすいだろう"という、いわばサービス精神の発露として感じられることがあった」と述べている[24]。境自身は著書の中で、1996年の有馬記念を前に「今のサクラローレルを負かせる馬は、日本におらんでしょう」と発言し、新聞に「境ラッパ、鳴り響く」と書かれた出来事を引き合いに出し、「僕のことを〈ラッパ〉だなんていうヤツがいる。（中略）何がラッパなものか。せっかく正直な気持ちをはっきりと言ったのではないか。腹が立って、『君たち、もう僕のところに話を聞きにくるんじゃないぞ』と文句を言ったことがあった」と不快感を示していた[25]。
  - 最大の後援者であった全演植との関係について、境は「会長あってこその境だった。もし会長と巡り会わなければ、今頃私はどうなっていたか分からない。網走の刑務所に入っていたかもしれない」「会長は僕が『この馬がほしい』と言えば全て買ってくれた」と述べている[26][27]。サクラバクシンオーなどを生産した社台ファームとの付き合いも全の提言から始めたもので、社台ファームの所有種牡馬ノーザンテーストの子が活躍を始めた頃、北海道に赴く飛行機の中で「これからは社台の時代がくる。ノーザンテーストの時代がくる。だから今日はまず社台に寄って、何頭か買っていこう」と諭すように言われたといい、境はこれについても「大変な先見の明」と述べている[26]。一方で、自身の弟子を差し置いて、全が実子のように可愛がっていた小島太を乗せ続けなければならなかったことについては、「東信二はじめ僕の厩舎の所属騎手たちにはずいぶんかわいそうなことをした。乗せてやりたくても、何しろうちの管理馬の7割まではサクラさんの馬で、太が乗るものと決まっていたのである。たとえばうちの東が、太と比べて明らかに腕が劣るならまだしも、はっきり言って、太の騎乗はおよそ僕を満足させるものではなかった」と不本意だったことを明かしている[28]。ただし、境は小島の騎乗フォームについては「日本一」と評しており[28]、また、「サクラユタカオーの天皇賞とサクラチヨノオーのダービーは、小島の腕で勝ったようなもの」とも語っている[29]。
- あんパンが好物で、酒が飲めなかった[1]。境は「日本のホースマンの中には馬だけ愛して、酒を飲まず、あんパンの好きな男が少なくない」と語っていたが、作家の木村幸治によると、メジロ牧場創業者の北野豊吉、シンボリ牧場代表の和田共弘、社台グループ総帥の吉田善哉もあんパンを好んでいたといい、「彼らが優れた馬を世に送り出す人であれたのは、もしかしたらあんパンのパワーによるものだったのか」と述べている[1]。
- スティックシュガーが3本も入った甘いコーヒーも好んで飲み、目黒貴子を見かけた時には「彼女！ほら、これ飲みなさい」とよく声をかけて飲ませていた[30]。
- 評論家の原良馬とはデイリースポーツ記者時代から親交があり、原が函館での調教後の厩舎を訪問した際に「朝飯を食いに来いや」と誘い、境が湯の川温泉で常宿にしていた閑静な小じんまりした温泉旅館で、原は誘われるままにお邪魔してカニやイカ刺しなど、新鮮な魚介類が膳に並ぶ豪華な朝食をご馳走になっている[31]。美浦トレーニングセンター開場後も境厩舎の調教取材が原の毎週の日課となり、1979年秋の天皇賞をスリージャイアンツで優勝後は、足しげく通う報道陣の数は日を追うごとに増えて、その対応にあわただしく動き回る境であったが、原には相変わらずの面倒見のよい好々爺で、顔が合うと「帰りに寄りな」と、やさしく声をかけた[31]。原もその言葉に甘えて、調教終了後は何度もお邪魔し、寒い日には和室の炬燵で、暖かい日は奥のダイニングキッチンで愛弟子の東信二、木藤隆行、高橋明の若い騎手と一緒に、奥様手作りの朝食を戴きながら、境の競馬談義に、弟子たちと神妙に耳を傾けた[31]。境は引退後も、「原くんといっしょなら」と、美浦での公開調教や、中山場内のミニFM放送から、遠くは阪神でのイベント、仙台市内でのトークショー、そしてプラザエクウスでのGIレース検討会などで共演。境はユーモアのある話でファンを笑わせたかと思えば、辛口トークで原をはらはらさせて「先生、チャック、チャック」と口元に手をやって、原が境の話を途中で遮ったりするなどした[31]。原は調教助手をしている孫・賢一の結婚披露宴の司会をしたこともあり、境に「頼むぞ」といわれて「本職のアナウンサーを紹介します」と答えたら「ダメ、決まっている」と押し切られ、やむなく引き受け、マイクの前に立ったこともある[31]。

## 成績

### 騎手成績
| 通算成績 | 1着 | 2着 | 3着 | 4着以下 | 騎乗回数 | 勝率 | 連対率 |
| -------- | --- | --- | --- | ------- | -------- | ---- | ------ |
| 計       | 540 | 471 | 451 | 1,608   | 3070     | .176 | .329   |

#### 主な騎乗馬
※括弧内は境騎乗時の優勝重賞競走
八大競走優勝馬
- クリヤマト（1944年農商務省賞典）
- トサミツル（1950年桜花賞）
- クインナルビー（1953年天皇賞・秋など重賞3勝）

その他重賞勝利馬
- ニパトア（1940年札幌農林省賞典四歳呼馬）
- トウコン（1961年カブトヤマ記念）
- シモフサホマレ（1963年スワンステークス）

### 調教師成績
| 年     | 区分 | 1着 | 2着 | 3着 | 4着以下 | 出走数 | 勝率 | 連対率 |
| ------ | ---- | --- | --- | --- | ------- | ------ | ---- | ------ |
| 1966年 | 平地 | 4   | 1   | 4   | 43      | 52     | .077 | .096   |
| 1966年 | 障害 | 0   | 1   | 0   | 2       | 3      | .000 | .333   |
| 1966年 | 計   | 4   | 2   | 4   | 45      | 55     | .072 | .109   |
| 1967年 | 平地 | 5   | 6   | 3   | 70      | 84     | .060 | .131   |
| 1967年 | 障害 | 1   | 0   | 0   | 4       | 5      | .200 | .200   |
| 1967年 | 計   | 6   | 6   | 3   | 74      | 89     | .067 | .134   |
| 1968年 | 平地 | 17  | 20  | 17  | 71      | 125    | .136 | .296   |
| 1968年 | 障害 | 0   | 0   | 0   | 4       | 4      | .000 | .000   |
| 1968年 | 計   | 17  | 20  | 17  | 75      | 129    | .131 | .286   |
| 1969年 | 平地 | 12  | 16  | 15  | 117     | 160    | .075 | .175   |
| 1969年 | 障害 | 0   | 0   | 0   | 1       | 1      | .000 | .000   |
| 1969年 | 計   | 12  | 16  | 15  | 118     | 161    | .074 | .174   |
| 1970年 | 平地 | 19  | 22  | 27  | 126     | 194    | .098 | .211   |
| 1971年 | 平地 | 28  | 20  | 22  | 130     | 200    | .140 | .240   |
| 1972年 | 平地 | 27  | 18  | 20  | 144     | 209    | .129 | .215   |
| 1972年 | 障害 | 0   | 1   | 0   | 1       | 2      | .000 | .500   |
| 1972年 | 計   | 27  | 19  | 20  | 145     | 211    | .128 | .218   |
| 1973年 | 平地 | 29  | 22  | 23  | 121     | 195    | .149 | .173   |
| 1974年 | 平地 | 15  | 24  | 19  | 106     | 164    | .091 | .238   |
| 1974年 | 障害 | 0   | 0   | 0   | 1       | 1      | .000 | .000   |
| 1974年 | 計   | 15  | 24  | 19  | 107     | 165    | .091 | .236   |
| 1975年 | 平地 | 23  | 12  | 16  | 98      | 149    | .154 | .235   |
| 1976年 | 平地 | 22  | 30  | 21  | 112     | 185    | .119 | .281   |
| 1977年 | 平地 | 22  | 21  | 22  | 127     | 192    | .115 | .224   |
| 1978年 | 平地 | 28  | 26  | 20  | 109     | 183    | .153 | .295   |
| 1978年 | 障害 | 0   | 0   | 0   | 2       | 2      | .000 | .000   |
| 1978年 | 計   | 28  | 26  | 20  | 111     | 185    | .151 | .291   |
| 1979年 | 平地 | 23  | 16  | 22  | 141     | 202    | .114 | .193   |
| 1979年 | 障害 | 4   | 0   | 2   | 7       | 13     | .308 | .308   |
| 1979年 | 計   | 27  | 16  | 24  | 148     | 215    | .125 | .200   |
| 1980年 | 平地 | 25  | 26  | 16  | 95      | 162    | .154 | .315   |
| 1981年 | 平地 | 24  | 18  | 26  | 111     | 179    | .134 | .235   |
| 1981年 | 障害 | 1   | 0   | 0   | 6       | 7      | .143 | .143   |
| 1981年 | 計   | 25  | 18  | 26  | 118     | 186    | .134 | .231   |
| 1982年 | 平地 | 16  | 16  | 9   | 82      | 123    | .130 | .260   |
| 1982年 | 障害 | 2   | 1   | 1   | 4       | 8      | .250 | .375   |
| 1982年 | 計   | 18  | 17  | 10  | 86      | 131    | .137 | .267   |
| 1983年 | 平地 | 24  | 19  | 22  | 158     | 223    | .108 | .193   |
| 1983年 | 障害 | 1   | 0   | 1   | 8       | 10     | .100 | .100   |
| 1983年 | 計   | 25  | 19  | 23  | 164     | 233    | .107 | .189   |
| 1984年 | 平地 | 25  | 16  | 12  | 90      | 143    | .175 | .287   |
| 1984年 | 障害 | 0   | 0   | 0   | 1       | 1      | .000 | .000   |
| 1984年 | 計   | 25  | 16  | 12  | 91      | 144    | .174 | .286   |
| 1985年 | 平地 | 24  | 13  | 18  | 93      | 148    | .162 | .250   |
| 1986年 | 平地 | 29  | 18  | 17  | 125     | 189    | .153 | .249   |
| 1987年 | 平地 | 23  | 12  | 19  | 102     | 156    | .147 | .224   |
| 1987年 | 障害 | 0   | 0   | 0   | 1       | 1      | .000 | .000   |
| 1987年 | 計   | 23  | 12  | 19  | 103     | 157    | .146 | .223   |
| 1988年 | 平地 | 19  | 11  | 11  | 95      | 136    | .140 | .221   |
| 1989年 | 平地 | 19  | 21  | 13  | 128     | 181    | .105 | .221   |
| 1990年 | 平地 | 26  | 17  | 14  | 103     | 160    | .163 | .269   |
| 1991年 | 平地 | 14  | 21  | 26  | 113     | 174    | .080 | .201   |
| 1992年 | 平地 | 17  | 16  | 17  | 113     | 163    | .104 | .202   |
| 1992年 | 障害 | 0   | 0   | 0   | 3       | 3      | .000 | .000   |
| 1992年 | 計   | 17  | 16  | 17  | 116     | 166    | .102 | .199   |
| 1993年 | 平地 | 23  | 9   | 19  | 132     | 183    | .126 | .175   |
| 1993年 | 障害 | 3   | 0   | 0   | 1       | 4      | .750 | .750   |
| 1993年 | 計   | 26  | 9   | 19  | 133     | 187    | .139 | .187   |
| 1994年 | 平地 | 21  | 11  | 21  | 137     | 190    | .111 | .168   |
| 1995年 | 平地 | 16  | 12  | 17  | 88      | 133    | .120 | .211   |
| 1995年 | 障害 | 1   | 1   | 2   | 5       | 9      | .111 | .222   |
| 1995年 | 計   | 17  | 13  | 19  | 93      | 142    | .120 | .211   |
| 1996年 | 平地 | 21  | 18  | 14  | 112     | 165    | .127 | .236   |
| 1996年 | 障害 | 0   | 0   | 0   | 1       | 1      | .000 | .000   |
| 1996年 | 計   | 21  | 18  | 14  | 113     | 166    | .127 | .235   |
| 1997年 | 平地 | 3   | 3   | 0   | 20      | 26     | .115 | .231   |
| 計     | 平地 | 643 | 531 | 542 | 3,412   | 5,128  | .125 | .229   |
| 計     | 障害 | 13  | 4   | 6   | 52      | 75     | .173 | .227   |
| 計     | 総計 | 656 | 535 | 548 | 3,464   | 5,203  | .126 | .229   |

#### 主な管理馬
※括弧内は境管理下の優勝重賞競走。安田記念・スプリンターズステークスはGIに格付けられた1984年・1990年以降のみGI級として扱う。
八大競走・GI級競走優勝馬
- スリージャイアンツ（1979年天皇賞・秋など重賞2勝）
- サクラユタカオー（1986年天皇賞・秋など重賞4勝）
- サクラチヨノオー（1987年朝日杯3歳ステークス 1988年東京優駿など重賞3勝）
- サクラホクトオー（1988年朝日杯3歳ステークスなど重賞3勝）
- サクラバクシンオー（1993年・1994年スプリンターズステークスなど重賞5勝）
- サクラチトセオー（1995年天皇賞・秋など重賞4勝）
- サクラキャンドル（1995年エリザベス女王杯など重賞2勝）
- サクラローレル（1996年天皇賞・春、有馬記念など重賞5勝）

その他重賞勝利馬
- キョウエイグリーン（1973年スプリンターズステークス 1974年安田記念）
- サクラシンゲキ（1979年函館3歳ステークス 1980年・1981年京王杯オータムハンデキャップ 1981年スプリンターズステークス）
- ブルーマックス（1980年アルゼンチン共和国杯、オールカマー）
- ホーワセキト（1981年函館記念）
- サクラトウコウ（1983年函館3歳ステークス 1986年七夕賞）
- ウエスタンファイブ（1984年札幌3歳ステークス 1986年牝馬東京タイムズ杯）
- サクラサニーオー（1985年京成杯 1986年アルゼンチン共和国杯）
- モガミチャンピオン（1989年カブトヤマ記念）
- サクラサエズリ（1989年京成杯3歳ステークス）
- ビッグファイト（1990年新潟3歳ステークス、京成杯3歳ステークス）
- サクラエイコウオー（1994年弥生賞 1996年七夕賞）
- サクラスピードオー（1996年京成杯、共同通信杯4歳ステークス）
- マウンテンストーン（1996年青葉賞）

#### 受賞
- 優秀調教師賞（関東）（1986年）
- 調教技術賞（関東）（1971年、1973年、1975年、1978年、1980年）
- 重賞獲得調教師賞（1986年）
- 東京競馬記者クラブ賞（1996年）
- スポーツ功労者 文部科学大臣顕彰（1995年度）

## 主な厩舎所属者
※太字は門下生。括弧内は厩舎所属期間と所属中の職分。
- 久恒久夫（1966年-1968年 騎手、1968年-1973年 調教助手）
- 境征勝（1968年-1983年 調教助手）
- 東信二（1970年-1987年 騎手）
- 木藤隆行（1975年-1993年 騎手）
- 柴田政人（1979年 騎手）
- 高橋明（1989年-1995年 騎手）
- 小島良太（1995年-1997年 調教厩務員）

## 関連人物
- 高松三太 - 騎手・調教師。境と同じく白井分場で同期開業し、最も親しい友人であった[32]。